# Ceropegia cataphyllaris
Ceropegia cataphyllaris är en oleanderväxtart som beskrevs av Arthur Allman Bullock. Ceropegia cataphyllaris ingår i släktet Ceropegia och familjen oleanderväxter. Inga underarter finns listade i Catalogue of Life.